# SR P1
Sveriges Radio P1 er SR's første radiokanal, hvis historie går helt tilbage til 1925, hvor SR begyndte sin virksomhed. Kanal sender fra Stockholm og siden Sveriges Radio kanalprofilering 12. december 1966 har kanalen primært været en talekanal, med for eksempel nyheder, dokumentarer, diskussioner, religion og etik, og skiller sig ud fra de mere snak og musik baserede kanaler SR P2, SR P3 og SR P4.
SR P1 kan modtages i hele Sverige på veludviklet FM-netværk, som sender med 60 kW. Fra den sydsvenske by Hörby sender SR P1 på 88,80 MHz og kan modtages både på Sjælland og den tyske ø Rügen.